# Route régionale 53 (Tunisie)
Pour les articles homonymes, voir Route 53.
La route régionale 53 ou RR53 est un axe routier secondaire de Tunisie qui relie Bou Salem à Fernana et qui est constitué de l'ancien tronçon de la route nationale 11.